# ダンカン (お笑い芸人)
ダンカン（1959年1月3日 - ）は、日本のお笑いタレント、俳優、放送作家、脚本家、YouTuber、会社役員、たけし軍団の一員。埼玉県入間郡毛呂山町出身。本名は飯塚 実（いいづか みのる）。株式会社TAP所属で、同社専務取締役。埼玉県立越生高等学校卒業。

## 人物
元は立川談志門下の落語家で立川 談かん（たてかわ だんかん）という芸名を名乗っていた。談志から「よそへ修行に行ってこい」と言われ、ぶっちゃあに相談したのちに、談志に移籍先希望として、ビートたけしの名を挙げた。その際、「ブランデーの瓶を取り出され、殴られるのかと思ったら、ラベルにマジックで『たけしへ　こいつ頼む　談志』と書き、これもってけと渡された」との逸話を持つ。
たけし軍団入りした当時の軍団内での芸名はふんころがしであった。芸名を大切にしている横山やすしへ挨拶しに行った際、自己紹介で名前を名乗った瞬間、横山やすしは激高し、彼に殴られた挙句、2時間近く説教されたという。
小学生時代からの阪神タイガースファンとしても知られており(本人曰く2023年の時点で58年だと公言している)、CS放送が開始した、1990年ごろから、阪神戦のスコアブックを毎試合つけているという。
家族は、2014年6月22日に乳癌で死去した妻(一般人・満47歳没）　第一子である長女、第二子となる長男の「甲子園」、第三子となる次男には松村邦洋の助言により「虎太郎（とらたろう）」の5人家族。虎太郎は2020年現在株式会社TAPに俳優として所属している。通夜、告別式には軍団員の多くが参列したが、師匠のたけしは仕事の都合で参列できなかった。また、2014年2月には母親も亡くしている。
放送作家としての活動も長く、スポーツ新聞などへの執筆活動も長年続けている（サンケイスポーツのタイガースコラムなど）。また、その類稀なキャラクターにより北野武作品の常連として重用され、トリッキーな役での存在感が光る。自身も監督として作品を制作している。
2018年5月18日から自身が所属するオフィス北野の取締役に就任。同年11月より同社専務取締役。
2020年4月11日より自身の公式YouTubeチャンネル「ダンカン YouTublog」を開設。様々なプライベート動画の他、毎回その日の阪神タイガース戦が終わった直後には「ダンカンの虎輪書」と称した阪神への批評動画もアップしている。本チャンネルでは次男の虎太郎と共に出演する事が多い。

## ダンカン馬鹿野郎
- 「ダンカンこの野郎」と表現される時もある。元々は師匠ビートたけしがラジオ番組放送中、同席する軍団の弟子を呼ぶついでに、何かとつけて「馬鹿野郎」もしくは「この野郎」とつけてダメ出ししていたものだが、それをリスナーだった松村邦洋が後年たけしの物真似をする際に「ダンカン馬鹿野郎」という決め台詞を使った（同様のレパートリーに高田文夫を表す「タケちゃん、バウ！」がある）。これが“コマネチ”のギャグと共に物真似として定着した。元々はたけしの師匠である深見千三郎の口癖で、たけしも同様に、深見から何かとつけて「馬鹿野郎」もしくは「この野郎」と言われていた。なお実際にはダンカンは弟子としてかなり有能な人材であり、たけし自身はダンカンをほとんど叱ったことがない。前述のラジオでもダンカンに対して「馬鹿野郎」「この野郎」と怒鳴ったことはほとんどなく（実際は松尾伴内・ラッシャー板前・井手らっきょに対して馬鹿野郎と発言する事が多い）、軍団メンバーの中でも芸名の語呂の良さを気に入った松村の創作である。ダンカン自身は松村に許可を求められた際、快諾している。2008年頃から松村だけでなく遠藤章造(ココリコ)が『ダウンタウンのガキの使いやあらへんで!!』で松村の台詞そのままで自己流のたけしの物真似を披露することが時折あり、人気を博し広まっていった。近年たけし自身は積極的にこの言葉を発言していないが、2011年4月14日に放送された『とんねるずのみなさんのおかげでした』のチャリティーオークションに出品する掛け軸への一筆を求められた際、バイヤー役の石橋貴明のリクエストで筆で“ダンカン馬鹿野郎”と書き込んだ。
- 北野本人が自身の物まねをする際も、「ダンカン馬鹿野郎」と発言しており、これしか無いと語っている[6]。
- 一時期は「たけし＝ダンカンを叱る」というパブリックイメージ同然にまで広まり、たけし自身も『たけしのダンカン馬鹿野郎!!』という番組を2014年に自ら企画し、むろんダンカン本人と共に出演していた。

## エピソード
- 落語家時代は談志と時折喧嘩しており、腹いせに談志の家の金魚鉢に洗剤を入れていたが、弟弟子であった志の輔に止められている。なお、洗剤を入れられた金魚は逆に巨大化したという[7]。

## 出演

### 映画
- 3-4X10月（1990年 飯塚実名義） - 和男(イーグルス)
- MISTY（1991年）
- 銀玉マサやん（1992年） - 主演・マサやん
- みんな〜やってるか!（1995年） - 主演・朝男
- 8月の約束（1995年）
- BeRLiN（1995年） - オガタ
- 男たちのかいた絵（1996年）
- 月とキャベツ（1996年） - 木村
- チンピラ（1996年）
- 生きない（1998年） - 主演・新垣 ※初脚本作品
- 蜘蛛の瞳（1998年）- 岩松
- DEAD OR ALIVE 犯罪者（1999年） - 田中修
- 呪怨2（2000年） - 配達員
- ドッペルゲンガー（2002年） - メディコム産業社員
- この胸いっぱいの愛を（2005年）
- 待合室（2006年）
- ダーク・ラブ 〜Rape〜（2008年）
- 純喫茶磯辺（2008年）
- ジャージの二人（2008年）
- 容疑者Xの献身（2008年） - 工藤邦明
- 俺たちに明日はないッス（2008年） - ちづの父
- BOX 袴田事件 命とは（2010年） - 松本刑事
- それでも花は咲いていく「ヒヤシンス」（2011年）
- ゆるせない、逢いたい（2013年） - 警官
- 白ゆき姫殺人事件（2014年） - 城野光三郎
- 植物図鑑 運命の恋、ひろいました（2016年） - 山崎誠
- 森山中教習所（2016年） - 上原威一郎
- 東京喰種トーキョーグール（2017年） - 小倉久志[8]
- 映画『ラ』（2019年） - タクシー運転手
- Fukushima 50（2020年） - 福島民友新聞記者
- 異物 -完全版-（2022年） - タケシ
- 千夜、一夜（2022年） - 藤倉春男
- 遺品整理〜広島屋（2022年）- 広瀬泰造
- 火の華（2025年公開予定） - 仲川兼[9][10]

### オリジナルビデオ
- 銀玉マサやん 琉球パチンコ決戦（1993年） - 主演・マサやん ※シリーズ2作目。1作目は映画。
  - 銀玉マサやん3 イッパツ必勝銀玉特訓（1994年） - 主演・マサやん
- 悪銭狩り（2000年） - 主演・瀬名(区役所職員)
- 蜘蛛の瞳（1998年） - 岩松
- 極サギ（2014年）全4作 - 横浜東署 組織犯罪対策課 五十嵐則雄

### テレビドラマ
- ヘルプ!（1995年、フジテレビ）
- 禁じられた遊び（1995年、読売テレビ）
- 聖龍伝説（1996年、日本テレビ）
- 大河ドラマ（NHK総合）
  - 毛利元就（1997年） - 吉川元経 役
  - 元禄繚乱（1999年） - 豊松
  - 北条時宗（2001年） - 日田永基 役
  - 武蔵 MUSASHI（2003年） - 吉弥
  - 風林火山（2007年） - 笠原清繁 役
  - 花燃ゆ（2015年） - 松原長次 役
  - おんな城主 直虎（2017年） - 禰宜 役
- 月曜ドラマスペシャル→月曜ミステリー劇場→月曜ゴールデン→月曜名作劇場（TBS）
  - 十津川警部シリーズ15「尾道・倉敷殺人ルート」（1998年9月28日） - 吉岡宏 役
  - 税務調査官・窓際太郎の事件簿8（2002年1月14日） - 沢井伸吾 役
  - ざこ検事 潮貞志の事件簿3（2005年9月12日） - 会田洋一 役
  - 捜し屋★諸星光介が走る!4（2008年6月2日） - 川中孝昭 役
  - 警視庁鑑識課〜南原幹司の鑑定〜
    - ゲスト
      - 警視庁鑑識課〜南原幹司の鑑定1〜（2011年3月28日） - 渥美範之 役

    - 中島虎吉 役
      - 警視庁鑑識課〜南原幹司の鑑定2〜（2011年11月28日）
      - 警視庁鑑識課〜南原幹司の鑑定3〜（2013年8月19日）

  - 新・浅見光彦シリーズ3「平家伝説殺人事件」（2018年5月21日） - 川島警部 役
- 最後のストライク（2000年、フジテレビ）
- ビデオレター 渇き (2001年9月5日、北海道文化放送)
- 柳生十兵衛七番勝負 第3回「影の剣」（2005年4月15日、NHK総合） - 島田無念 / 山田五郎兵衛 役
- こちら本池上署 第5シリーズ 第1回「銭湯籠城」（2005年6月13日、TBS） - 三郷要司 役
- 菊次郎とさき 第3シリーズ（2007年、テレビ朝日） - 湯川実篤 役
- 太陽と海の教室（2008年、フジテレビ）
- アイシテル〜海容〜（2009年、日本テレビ）
- スマイル（2009年、TBS）
- 赤鼻のセンセイ（2009年、日本テレビ）
- とめはねっ! 鈴里高校書道部（2010年、NHK総合）
- 土曜プレミアム「神戸新聞の7日間」（2010年1月16日、フジテレビ） - 車両部・佐々忠夫運転手 役
- まっつぐ〜鎌倉河岸捕物控〜 第9話（2010年7月3日、NHK総合） - 建具職人・華平 役
- 実録 死刑囚と刑務官〜死刑執行・最期の5日間〜（2010年10月11日、テレビ東京）再現ドラマ・死刑囚 役[11]
- 坂の上の雲（2010年12月、NHK） - 伊地知彦次郎 役
- 隠密八百八町 第7、8話（2011年2月19日、NHK総合） - 池田孫七 役
- 連続テレビ小説（NHK総合）
  - おひさま （2011年4月4日- )
  - 梅ちゃん先生（2012年7月） - 井上（職工） 役
  - あまちゃん（2013年9月14日） - 監督 役
- 金曜プレステージ「検事・霞夕子シリーズ」（2011年9月2日 - 、フジテレビ） - 霞友行 役
- 水曜ミステリー9「監察医・篠宮葉月 死体は語る10」（2011年12月7日、テレビ東京） - 鶴田雄介 役
- 分身（2012年2月 - 3月、WOWOW） - 井川孝之 役
- サスペンス特別企画「刑事魂」（2012年3月31日、テレビ朝日） - バスジャック犯
- 金曜プレステージ 浅見光彦シリーズ44「砂冥宮」（2012年4月27日、フジテレビ） - 轟栄 役
- タンクトップファイター（2013年4月 - 6月、毎日放送） - 西木久利 役
- 牙狼-GARO- 〜闇を照らす者〜 第14話（2013年7月6日、テレビ東京） - ハイエナ（魔導ホラー人間態）
- 半沢直樹（2013年7月28日、9月8日、TBS） - 来生卓司 役
- 天国の恋（2013年10月 - 12月、東海テレビ） - 埴生郷治 役
- 土曜ワイド劇場「ヤメ検の女4」（2013年12月21日、朝日放送） - 赤広洋介 役
- TEAM -警視庁特別犯罪捜査本部- 第2話（2014年4月23日、テレビ朝日） - 岩瀬厚一郎 役
- 吉原裏同心 第3話（2014年7月10日、NHK総合） - 村山信濃守 役
- 深夜食堂3 第2話（2014年10月27日、毎日放送） - 宇野 役
- 相棒 season13 第5話「最期の告白」（2014年11月12日、テレビ朝日） - 岩倉圭一 役
- ママとパパが生きる理由。（2014年、TBS） - 吉岡泰一 役
- 五つ星ツーリスト〜最高の旅、ご案内します!!〜 第8話（2015年2月26日、読売テレビ） - 小林恒雄 役
- 水曜ミステリー9「駐在刑事2」（2015年4月15日、テレビ東京） - 関口 役
- ドS刑事 第2話（2015年4月18日、日本テレビ） - 福本浩二 役
- 三匹のおっさん2〜正義の味方、ふたたび!!〜 第7話（2015年6月5日、テレビ東京） - 光本 役
- スペシャルドラマ「経世済民の男」 第一部「高橋是清」（2015年8月22日・29日、NHK総合） - 福地桜痴 役
- 松本清張ミステリー時代劇 第11話「赤猫」（2015年9月8日、BSジャパン） - 新八 役
- 土曜ワイド劇場（テレビ朝日）
  - 終着駅シリーズ29（2015年） - 川合刑事 役
  - ドクター彦次郎1（2015年） - 瀬川幸一郎 役
- TBS年末スペシャルドラマ「赤めだか」（2015年12月28日、TBS） - 配達員 役
- はぶらし/女友だち（2016年1月 - 2月、NHK BSプレミアム） - 曽我諒一 役
- ヒガンバナ〜警視庁捜査七課〜 第9話（2016年3月9日、日本テレビ） - 海原政志役
- 科捜研の女（テレビ朝日）
  - Season16 第5話「掃除の達人」（2016年11月24日） - 川越礼司 役
  - Season21 第4話「マリコの靴みがき」（2021年11月11日） - 赤宮公達 役
- 銀と金（2017年、テレビ東京） - 梅谷哲 役
- 人形佐七捕物張（2017年） - 鳥越の茂平次 役
- 破獄（2017年、テレビ東京） - 丸蔵之助 役
- 新宿セブン 第6話（2017年11月18日、テレビ東京） - 坂田五郎 役
- 孤独のグルメ 大晦日スペシャル～食べ納め！瀬戸内出張編～（2017年12月31日　テレビ東京） - みっちゃん客 役
- 99.9-刑事専門弁護士- SEASON II 第6話「舞子の弟が殺人犯!? 原因は姉…失われた絆 真相の鍵は2年前の事件にあった!!」（2018年2月25日、TBS） - 飯田誠一 役
- 日曜ワイド 「刑事・横道逸郎」（2018年） - 平沢辰夫 役
- 直撃!シンソウ坂上 再現ドラマ「西鉄バスジャック事件」（2018年5月3日、フジテレビ） - バス運転手 役
- 警視庁ゼロ係〜生活安全課なんでも相談室〜 SEASON5 第7話（2021年6月11日、テレビ東京） - 滝沢辰徳 役
- 家政婦のブタ（2022年6月27日、TOKYO MX2） - 刑事 役
- 〜if〜警視庁捜査一課 剣木善治（2024年1月8日‐ 、BSフジ）[12]
- 正直不動産2 第4話（2024年1月30日、NHK総合）- 貴島孝雄 役
- なんで私が神説教 第3話 - 最終回（2025年4月26日 - 6月14日、日本テレビ） - 森口源治 役[13]

### インターネットドラマ
- ひだまりの場所〜初恋〜（2010年1月23日 - 4月11日、NTTドコモ BeeTV）

### ゲーム
- 街 〜運命の交差点〜（1998年・チュンソフト） - 市川文靖
- ぼくのなつやすみシリーズ（ソニー・コンピュータエンタテインメント）
  - ぼくのなつやすみ（2000年・PS）ナレーション
  - ぼくのなつやすみ2 海の冒険篇（2002年・PS2）ナレーション
  - ぼくのなつやすみポータブル ムシムシ博士とてっぺん山の秘密!!（2006年・PSP）ナレーション
  - ぼくのなつやすみ3 -北国篇- 小さなボクの大草原（2007年・PS3）ナレーション
  - ぼくのなつやすみ4 瀬戸内少年探偵団「ボクと秘密の地図」（2009年・PSP） - 75号（船井義範）
  - ぼくのなつやすみポータブル2 ナゾナゾ姉妹と沈没船の秘密!（2010年・PSP）ナレーション

### CM
- サントリーモルツ(1995年、モルツ球団のファン役)
- 麒麟麦酒 ラガービール
- 日本コカ・コーラ ジョージア・エメラルドマウンテンブレンド
- 明治乳業　LG21
- 日本サプリメント
- entag! 弾丸パイレーツ!約束の地

### バラエティ
- スーパーJOCKEY
- ビートたけしのお笑いウルトラクイズ
- ビートたけしのスポーツ大将
- 風雲たけし城
- 激生!スポーツTODAY
- オールスター感謝祭
- 日曜ビッグスペシャル 各駅停車と駅弁の旅 妻・長女・長男とともに旅人として登場。
- 北野ファンクラブ
- 北野富士
- 足立区のたけし、世界の北野
- サンデージャポン
- 北野タレント名鑑
- ココリコミラクルタイプ新春SP
- 中井正広のブラックバラエティ
- たけしのコマ大数学科
- たけしのダンカン馬鹿野郎!!
- たけしの北野レガシー
- R-1ぐらんぷり　第2回～第6回（2004年～2008年）まで審査員
- BSマンガ夜話「野球狂の詩」（2000年8月2日） - 水島新司作品のファンということでゲスト出演。

### 音楽
- nobodyknows+「太陽と少年 featuring ダンカン」
  - 同グループの1stシングル「以来絶頂」(2003年8月27日発売)と1stフルアルバム「Do You Know?」(2004年6月30日発売)に収録されている。

## 監督作品
- 七人の弔（2005年）

## 作詞
- ビートたけし & ザ・常夏's「GOD BLESS YOU 〜神の御加護を〜」(1994年3月12日) 8cmCD『GOD BLESS YOU 〜神の御加護を〜』に収録
- 鳩山夫妻（日本ハトポッポ党）「恋の永田町」（2009年11月22日）12cmCD 鳩山夫妻／鳩山来留夫『恋の永田町／鳩山音頭でポッポッポ』に収録
- 鳩山来留夫「鳩山音頭でポッポッポ」（2009年11月22日）12cmCD 鳩山夫妻／鳩山来留夫『恋の永田町／鳩山音頭でポッポッポ』に収録

## 著書
- パブロフの人（2012年6月、廣済堂出版）ISBN 978-433105956-2
- ダンカンの企画書（2021年8月、スモール出版）ISBN 978-490515899-8

## イメージキャラクター
- 丸広百貨店のお中元お歳暮のイメージキャラクターとしてカタログ1ページ目でのご挨拶と店内ナレーションを2005年頃から2020年現在、毎回担当している。これは雑誌等で出身地埼玉県の楽しい思い出といえば家族で行った川越の丸広だと語ったこと[14]が同社経営陣の目にとまり起用のきっかけとなったとされている。

## 演じた俳優
- 柄本時生（ドラマ「赤めだか」、2015年）